# John Adams Lee
John Adams Lee (* 28. Juni 1851 in Missouri; † 10. Oktober 1928) war ein US-amerikanischer Politiker. Zwischen 1901 und 1903 war er Vizegouverneur des Bundesstaates Missouri.

## Werdegang
Über die Jugend und Schulausbildung von John Lee ist nichts überliefert. Er lebte zumindest zeitweise in St. Louis. Später war er Eigentümer und Herausgeber des Wochenmagazins Interstate Grocer und Präsident der Travellers‘ Protective Association. Politisch schloss er sich der Demokratischen Partei an.
1901 wurde Lee an der Seite von Alexander Monroe Dockery zum Vizegouverneur von Missouri gewählt. Dieses Amt bekleidete er zwischen dem 14. Januar 1901 und seinem Rücktritt am 25. April 1903. Dabei war er Stellvertreter des Gouverneurs und Vorsitzender des Staatssenats. Sein Rücktritt erfolgte, nachdem er sich für eine Änderung des Lebensmittelgesetzes eingesetzt hatte. Durch einen Widerruf eines Reinheitsgesetzes für Lebensmittel sollte eine Backpulverfirma bevorteilt werden. Diese Firma hatte die größten Werbeanzeigen in Lees Wochenmagazin und versuchte nun erfolgreich, den Vizegouverneur in seiner Eigenschaft als Senatspräsident zu ihren Gunsten zu beeinflussen. Das führte zu einer Untersuchungskommission gegen Lee, in deren Folge er seinen Rücktritt einreichte. Nach seiner Zeit als Vizegouverneur ist er politisch nicht mehr in Erscheinung getreten. Er starb am 10. Oktober 1928.